# Agadez
Agadez nebo také Agadès je město ve střední části Nigeru, které má okolo 120 000 obyvatel. Nachází se na jižním okraji Sahary v pohoří Aïr, 900 km severovýchodně od hlavního města Niamey, a je správním střediskem stejnojmenného regionu.

## Historie
Město bylo významnou křižovatkou saharských karavan, jeho název vznikl z výrazu egadaz, který znamená v jazyce tamašek „tržiště“. Původními obyvateli byli Sanhadžové, v roce 1449 zde vznikl Agadezský sultanát, který v šestnáctém století ovládla Songhajská říše, po jejím rozpadu obnovil sultanát nezávislost. Roku 1900 dobyli Agadez Francouzi, v roce 1916 potlačili Kaocenovo povstání domorodých Tuaregů proti koloniální nadvládě. Od roku 1960 je Agadez součástí nigerského státu, v letech 1990–1995 a 2007–2009 probíhaly ve městě a okolí srážky mezi nigerskou armádou a Tuaregy bojujícími za nezávislost. V roce 2013 ve městě útočili atentátníci ze skupiny džihádisty Mochtára Belmochtára.

## Ekonomika
Agadez má aridní podnebí, letní teploty dosahují až 45 °C. Severně od města, například v okolí sídel Imouraren nebo Arlit, se nacházejí bohatá ložiska uranu, práva na jejich využívání i ekologické dopady těžby jsou předmětem četných sporů. Město je také střediskem obchodu a uměleckých řemesel, typickým zdejším artefaktem je stříbrný přívěsek zvaný „agadezský kříž“. Centrum města bylo v roce 2013 zapsáno na seznam Světového dědictví UNESCO, významnou architektonickou památkou je mešita postavená roku 1515 z vepřovic, jejíž minaret je vysoký 27 metrů. Město má univerzitu, založenou v roce 2014, a Mezinárodní letiště Mano Dayaka, pojmenované po vůdci místních Tuaregů. Po vypuknutí občanské války v Libyi se stal Agadez centrem pašeráků drog a zbraní, vede tudy také jedna z hlavních tras migrantů ze subsaharské Afriky směřujících do Evropy. V dubnu 2018 se v oblasti Agadezu uskutečnilo společné vojenské cvičení Flintlock 2018, zaměřené na posílení kapacity afrických zemí z oblasti Sahelu pro boj s terorismem a extremistickými hrozbami. Cvičení, iniciovaného ze strany USA, se zúčastnilo na 1500 příslušníků vojenských sil ze dvou desítek západních a afrických zemí.

## Demografické složení
Obyvatelstvo tvoří Hausové, Tuaregové, Fulbové, Kanuriové a Arabové.

## Fotogalerie

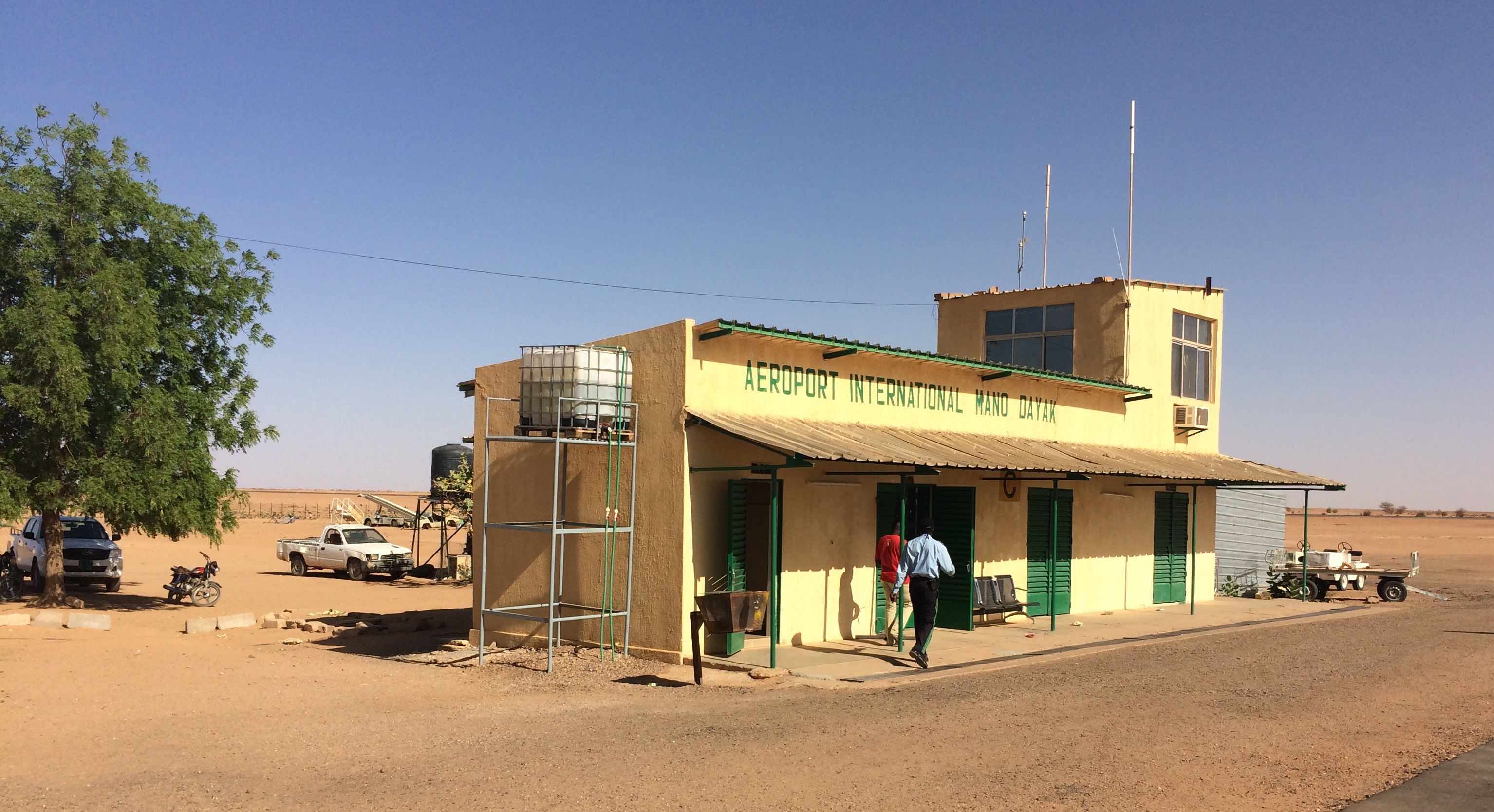
Mezinárodní letiště Mano Dayak v Agadezu
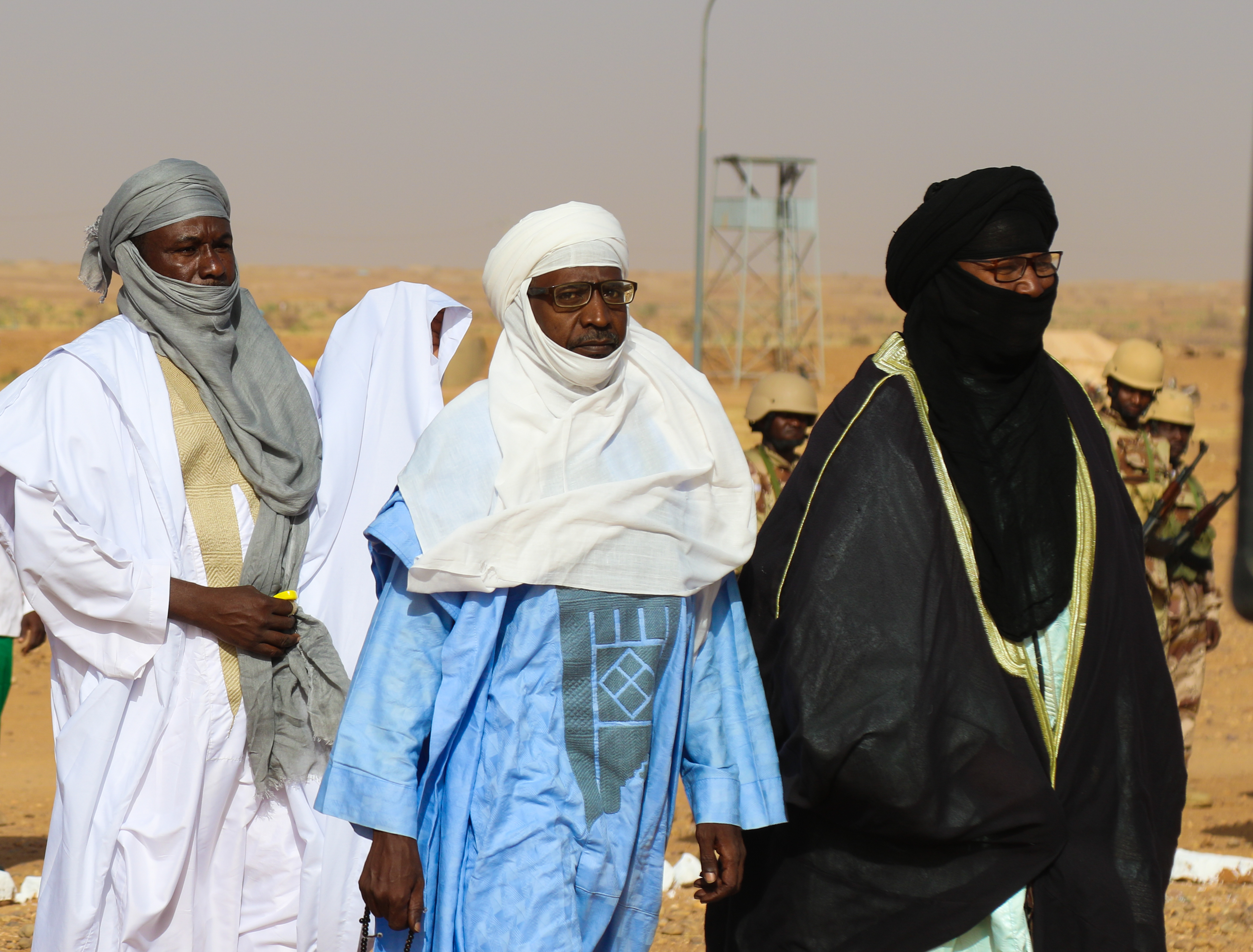
Místní představitelé na zahájení vojenského cvičení Flintlock 2018
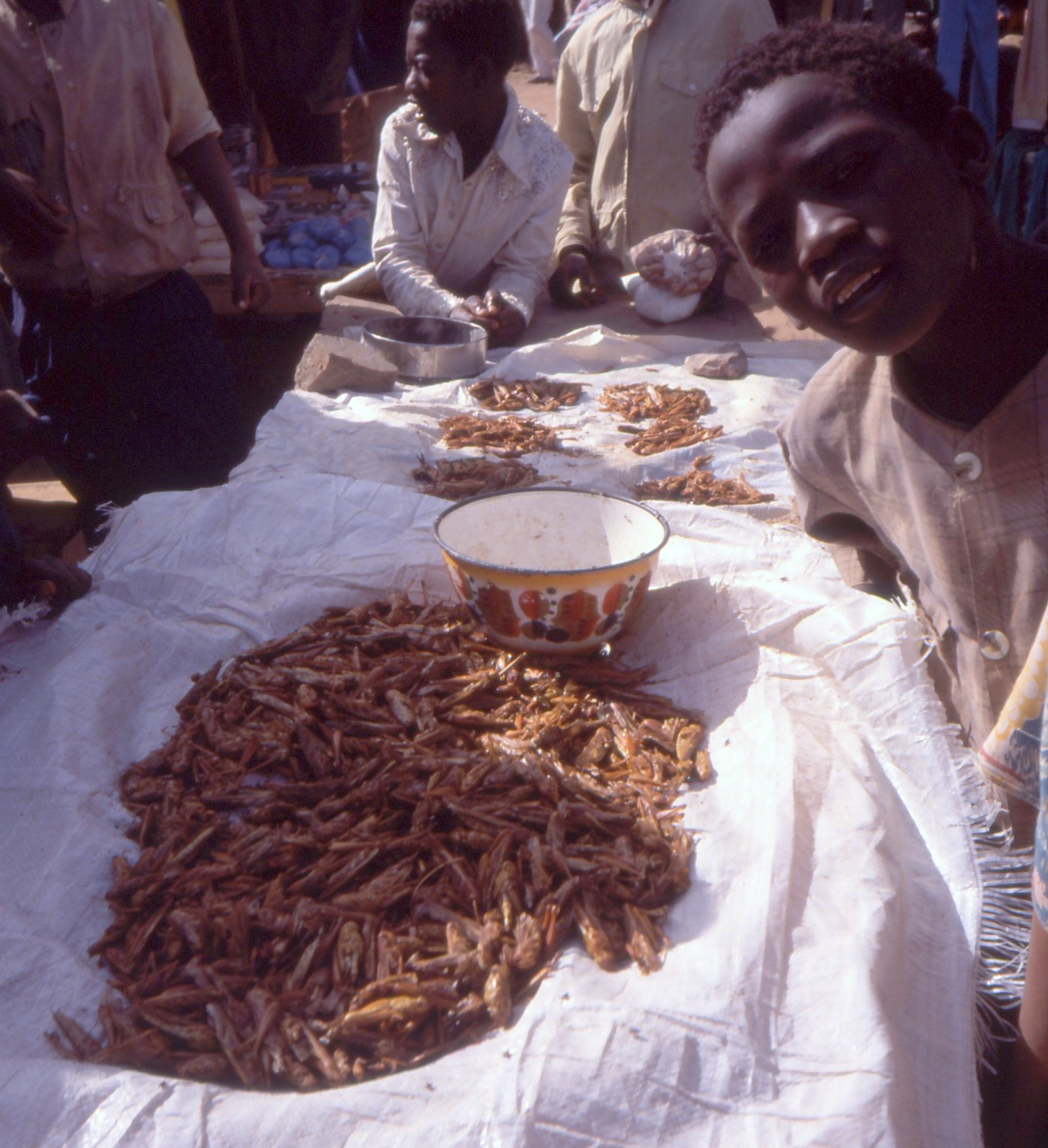
Nabídka smažených kobylek na trhu (1991)
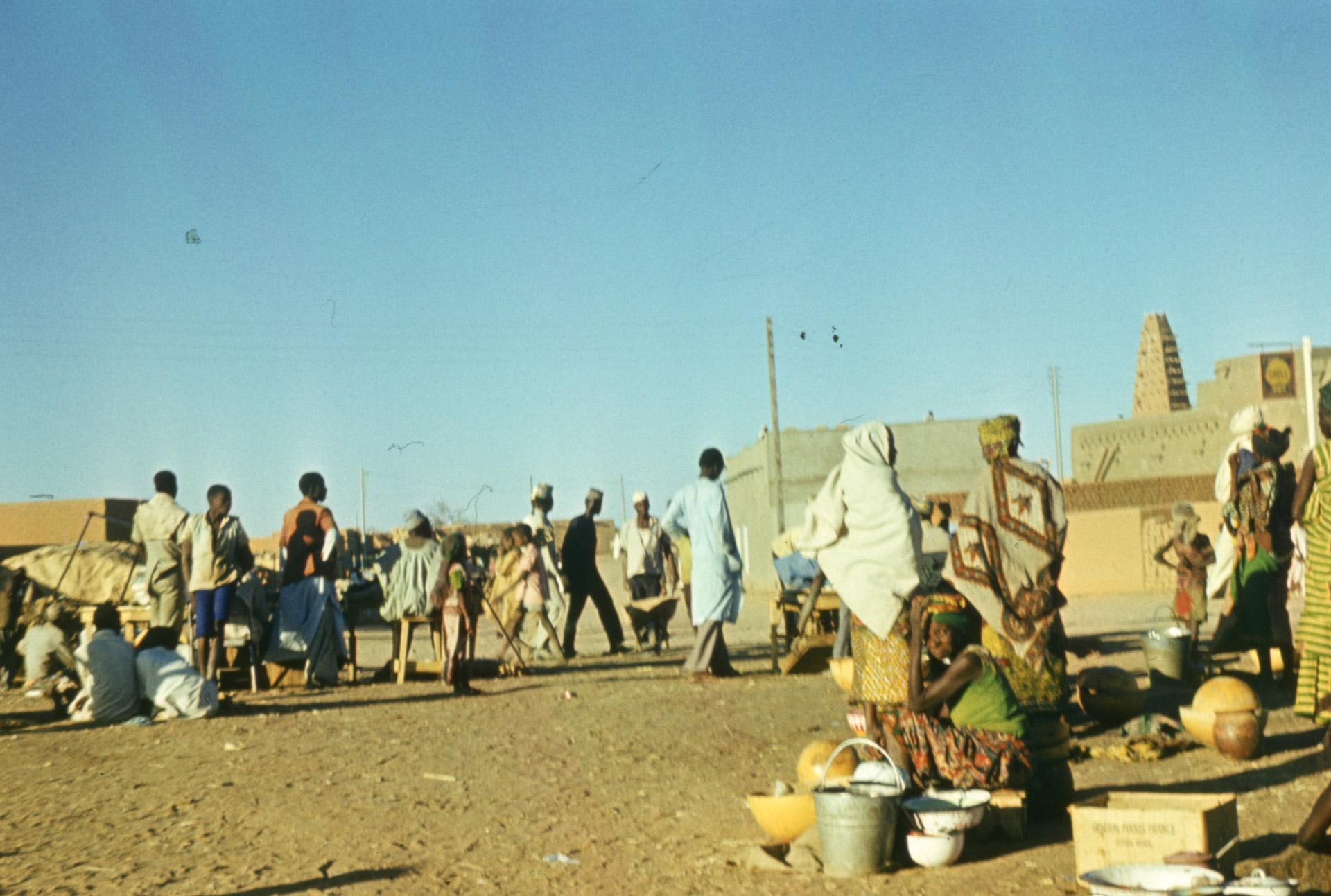
Tržiště v Agadezu v roce 1976
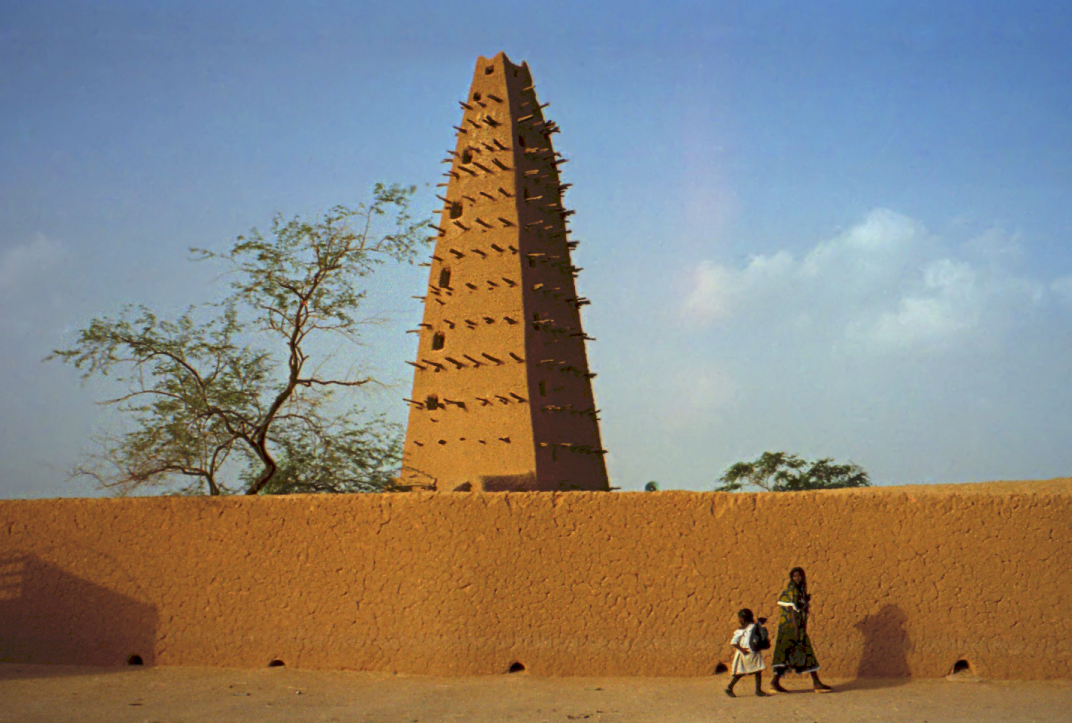
Mešita z počátku 16. století